# IC 1853
IC 1853 est une galaxie spirale barrée située dans la constellation de l'Éridan. Sa vitesse par rapport au fond diffus cosmologique est de (3941 ± 38) km/s, ce qui correspond à une distance de Hubble de 58,1 ± 4,1 Mpc (∼189 millions d'al). IC 1853 a été découverte par l'astronome américain Herbert Alonzo Howe en 1900.
La classe de luminosité d'IC 1853 est II et elle présente une large raie HI.

## Groupe de NGC 1103
IC 1853 fait partie d'un groupe de galaxies d'au moins 4 membres, le groupe de NGC 1103. Les deux autres galaxies du groupe sont NGC 1081 et MCG -3-8-37.